# Neoscirula natalensis
Neoscirula natalensis är en spindeldjursart som beskrevs av Den Heyer 1977. Neoscirula natalensis ingår i släktet Neoscirula och familjen Cunaxidae. Inga underarter finns listade i Catalogue of Life.